# Верхній одяг

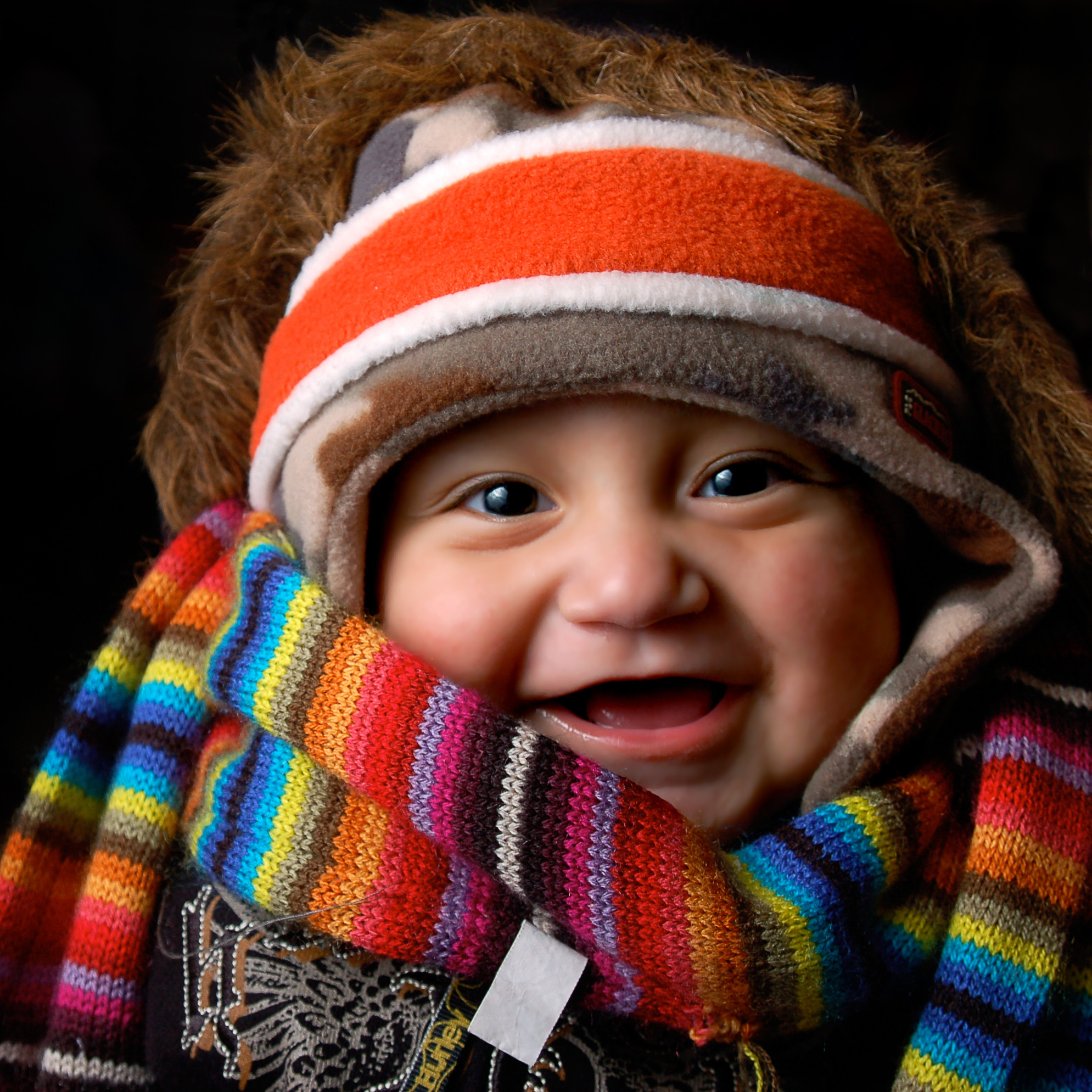
Дитина в зимовому верхньому одязі

Верхній одяг — стійке поєднання слів, що позначає предмети одягу: пальто, шуба, плащ, мантія та інші швейні вироби, що одягаються поверх звичайного повсякденного одягу, у тому числі хутряний. 
Верхній довгий одяг носили як чоловіки, так і жінки не тільки для тепла і затишку, але і для створення модного іміджу. 
Часто крій верхнього одягу характеризує наявність ворота (або коміра), довгих рукавів і розрізу спереду, що закривається за допомогою ременів, ґудзиків, кнопок, блискавки, гачків і петель, липучок та інших видів застібок, а також поєднання кількох з перерахованих елементів з поясом. 
Шви та краї тканини можуть бути обшиті для міцності і недопущення розшарування волокон кіперною стрічкою.
Додатковими елементами слугують погони.

## Формений верхній одяг

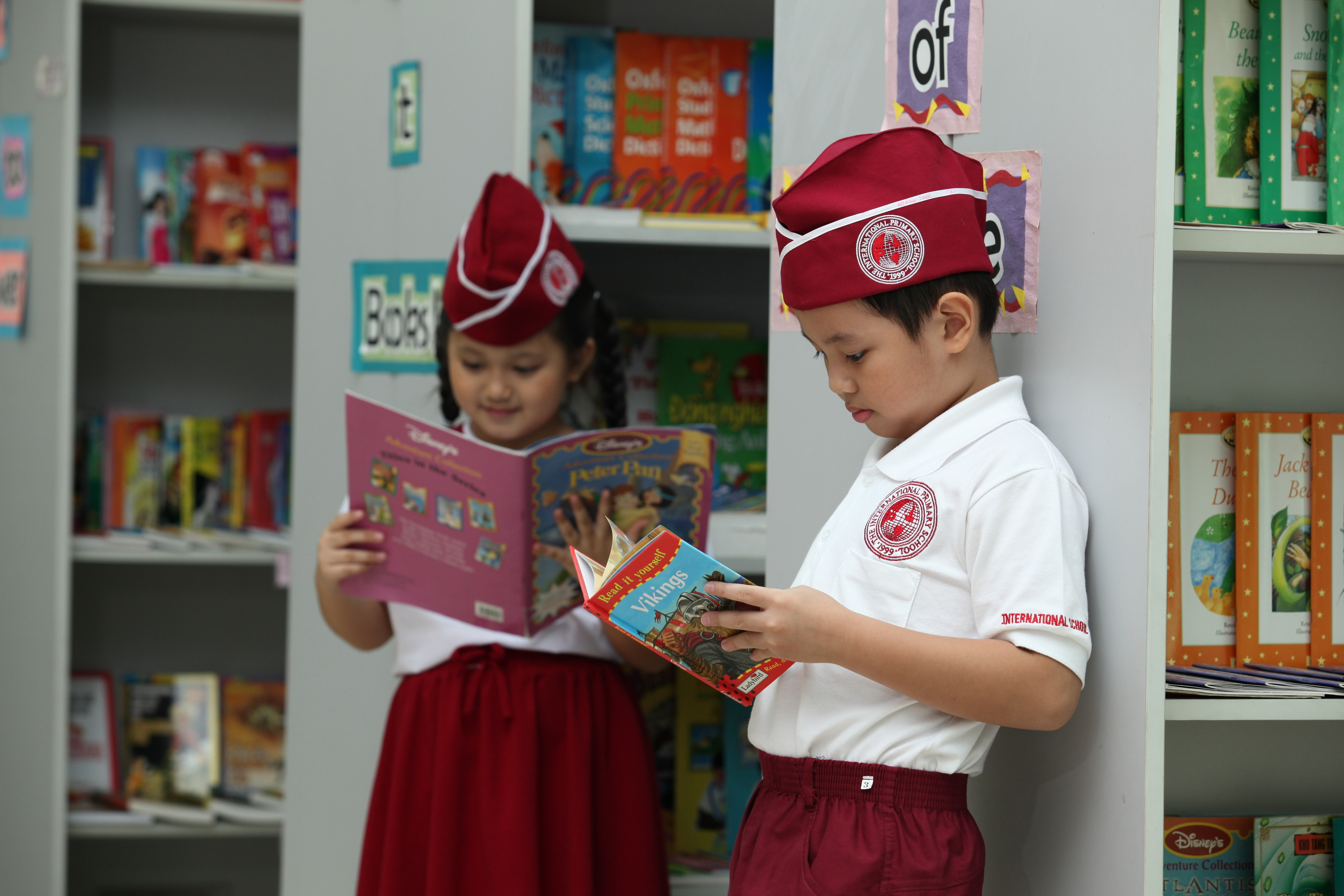
Учні в шкільній бібліотеці (В'єтнам, 2010)

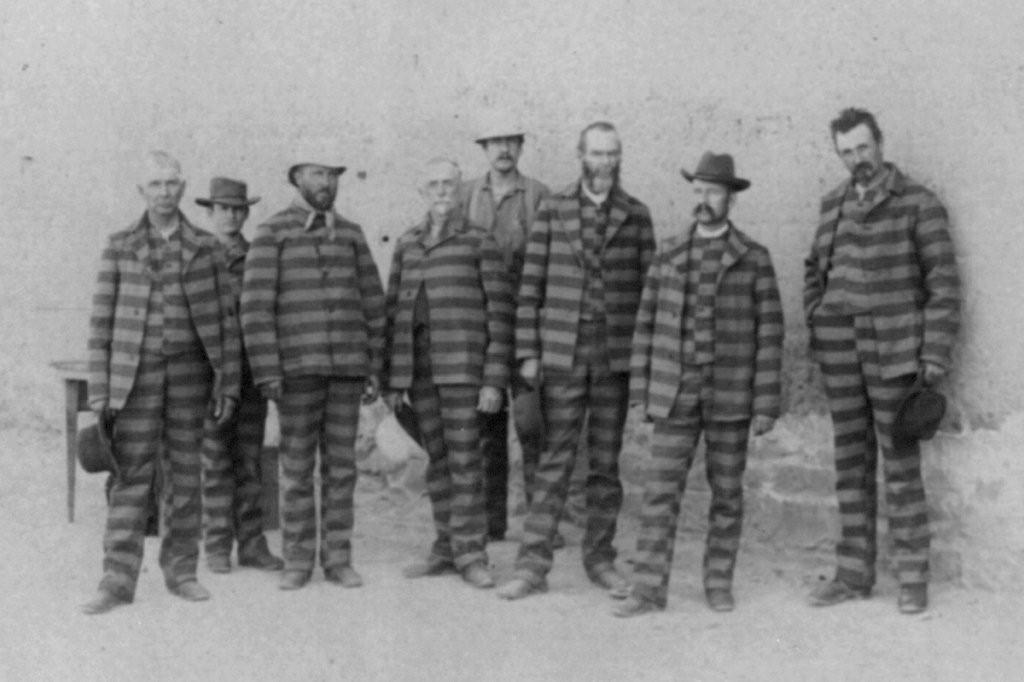
Ув'язнені в горизонтально смугастій тюремній уніформі (штат Юта, 1885)

Форма (лат. forma «форма») або уніформа (лат. uniformis «однаковий»), а також мундир — однаковий по стилю, крою, кольору і якості тканини спеціальний (службовий) одяг для створення єдиного вигляду корпоративної групи. Форма символізує функцію її носія і його приналежність до організації. Стійке словосполучення «честь мундира» означає військову або взагалі корпоративну честь.
Форма єдиного зразка прийнята в арміях практично всіх країн світу, при цьому існує два варіанти форми: польова і парадна. Також форма використовується в різних державних відомствах: міліції, прокуратурі, митній службі, у пожежних і так далі. Крім того, форма може бути обов'язковою і для представників суто цивільних професій, наприклад, у залізничників, листоношів, працівників громадського транспорту. У дорогих готелях спеціальну форму носить обслуговчий персонал (швейцари, ліфтери, носильники). Як правило, колір такої форми — червоний.
Також форму носять спортсмени на змаганнях, тим самим підкреслюючи свою приналежність до команди. На престижних змаганнях досить високого рівня (наприклад Олімпійських іграх, Чемпіонатах світу та Європи) форма є обов'язковим атрибутом, до того вона повинна бути унікальною для кожної команди і легко помітною для вболівальників, що стежать за змаганнями по телебаченню.
Найпрестижніші навчальні заклади, в тому числі ліцеї і гімназії, мають свою власну форму, що підкреслює приналежність учнів до певного початкового або середнього навчального закладу. Шкільна форма і зараз використовується в багатьох школах Великої Британії, а також в Японії і в деяких інших країнах. У сучасній Україні (на відміну від СРСР) немає єдиної шкільної форми.
Деякі громадські організації (особливо воєнізовані) вводять уніформу або її елементи для своїх членів. Відома скаутська і піонерська форма, уніформа добровольчих батальйонів і так далі.